# 참세상
참세상은 대한민국의 인터넷 신문이다. 1998년 11월에 개설된 진보네트워크센터 인터넷 서비스와 참세상뉴스가 전신이며 2005년 5월 1일 창간했다. 민중언론을 표방하며 상업광고를 게재하지 않는 것이 특징이다.

## 같이 보기
- 진보네트워크센터